# Kit EDC

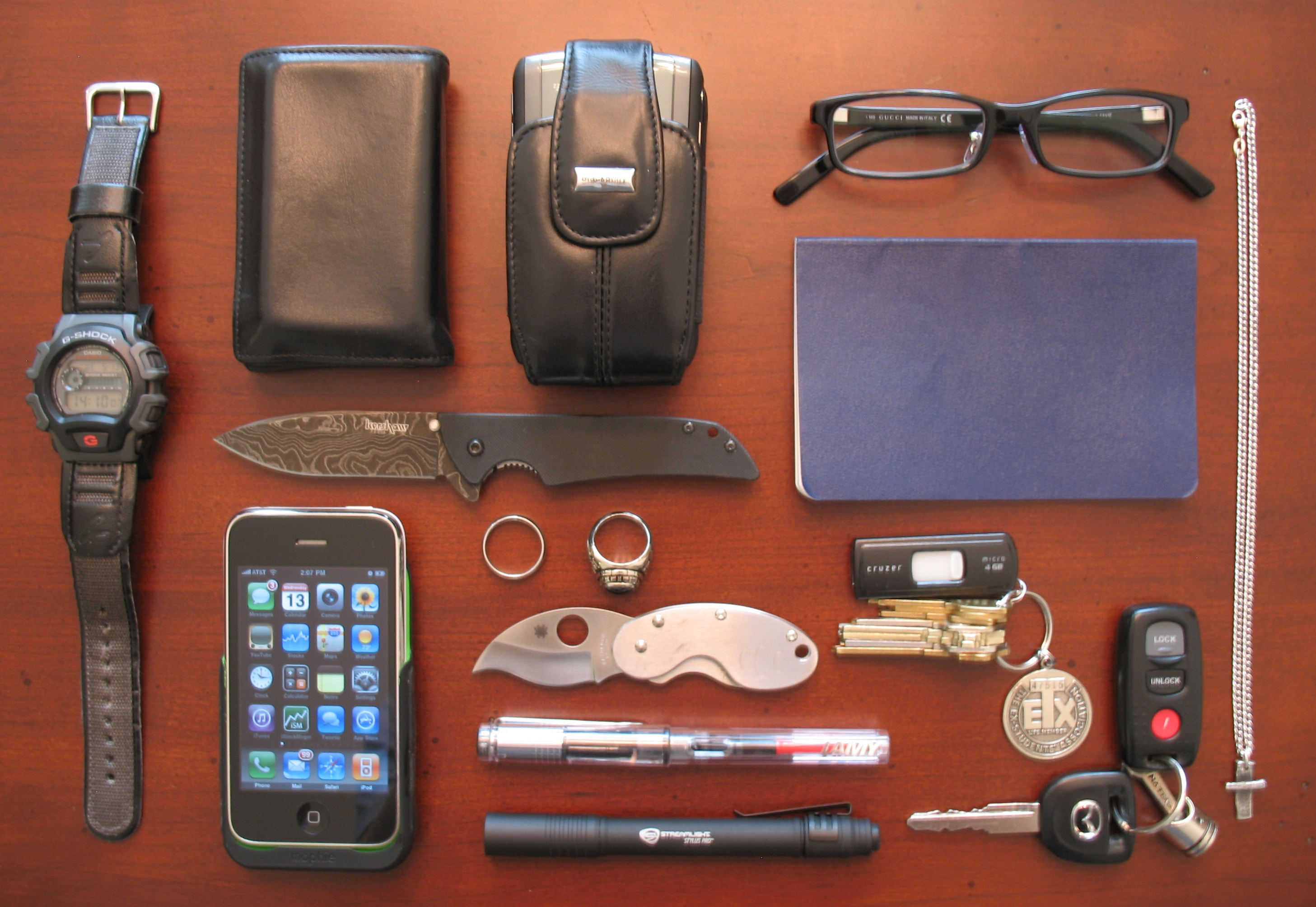
Itens de um Kit EDC, dispostos para inspeção.

Kit EDC ou simplesmente EDC como é conhecido no Brasil, deriva de "Everyday carry" (EDC), a designação em inglês de um conjunto de itens úteis que são transportados de forma consistente pela pessoa todos os dias.

## Visão geral
As principais razões para ter EDC são utilidade e preparação; para ajudar as pessoas a superar problemas simples do dia a dia e para preparar alguém para situações inesperadas e possivelmente perigosas. Alguns dos itens EDC mais comuns são: facas, lanternas, multiferramentas, carteiras, smartphones, relógios, chaveiros, cadernos, armas de fogo, canetas, relógios de pulso e máscaras.
Embora frequentemente distribuído entre os bolsos das roupas do dia a dia, as opções de transporte são frequentemente expandidas com a adição de acessórios de vestuário como pochetes, bolsa, mochila pequena, pulseiras ou até mesmo calçados como botas longas ou um colete com bolsos. No entanto, como os itens EDC são armazenados, depende da finalidade e das intenções dos itens EDC. Por exemplo: se alguém está preocupado em ser raptado e os itens visam ajudar em uma eventual fuga, eles devem ser armazenados em locais mais discretos. A otimização do transporte diário (kits/layouts e modos de transporte) tornou-se uma subcultura da Internet.

## Galeria
Outros exemplos de EDCs